# Хаскі (репер)
Хаскі (справжнє ім'я — Дмитро Миколайович Кузнецов; 10 лютого 1993 року, Іркутськ) — російський хіп-хоп-виконавець з Улан-Уде. Відомий незвичайною манерою виконання пісень, похмурими текстами і складної римуванням з використанням асонанса і алітерації.

## Біографія
Дмитро Миколайович Кузнецов народився 10 лютого 1993 року в Іркутську, звідки в тримісячному віці переїхав до Бурятії. Ранні роки провів у селі у тітки - маминої сестри. Коли настала пора йти в школу - переїхав в Улан-Уде, де його виховувала мати. Дмитро ріс в мікрорайоні Східний, якому згодом він присвятить пісню «Поема про Батьківщину».
У 15 років Дмитро, надихнувшись творчістю «Касти» і «Многоточие», робив перші спроби скласти реп.
У 2010 році Дмитро здав ЄДІ з російської мови на 100 балів, що дозволило йому вступити на факультет журналістики МДУ.
На першому курсі Дмитро почав працювати за фахом і в якості журналіста співпрацював з телеканалами НТВ, ВГТРК і Росія.
Поряд з репером Птаха брав участь в пропагандистському фестивалі «Лава-фест», організованим Захаром Прилепін на передовій ДНР.
У 2017 році відбувся режисерський дебют Дмитра. Його короткометражна картина «психотроника» стала одним з п'яти перших фільмів «Медіалабораторії», заснованої в 2017 році компанією «Яндекс.Таксі». Фільм включав в себе прем'єру композиції «Той, хто дивиться», яку Дмитро написав спеціально для фільму.

## Творча діяльність
У 2011 році брав участь в «9 Офіційному MC Баттл Hip-Hop.Ru», де дійшов до 3 раунду, програвши Черговому MC.
У тому ж році публікує свій дебютний відеокліп на пісню «сьомого жовтня» на сервісі YouTube. Композиція мала гостросоціальний підтекст і була приурочена до дня народження Володимира Путіна.
У 2013 році був знятий ще один кліп, «космоліт», а також відбувся реліз дебютного альбому Хаскі, «сбчь жзнь».
В ході становлення кар'єри Кузнєцов познайомився з письменником Захаром Прилепіним, який в 2014 році взяв участь у записі його композиції «Пора валити».
У 2016 році музикант випустив кліп на пісню «Чорним-чорно». Далі вийшли такі відеокліпи, як «Панелька» і «Куля-дура».
1 квітня 2017 року було випущено другий студійний повноформатний альбом Хаскі, «Улюблені пісні (уявних) людей», який дебютував на 4-му рядку в iTunes і на 5-й в Google Play. 25 травня 2017 року Хаскі випускає відеокліп на пісню «Ай», а 13 липня того ж року - кліп «Піромана 17» і «Крот 17» вже 23 листопада 2017.
18 квітня 2018 року разом з піснею випущений кліп на пісню «Іуда». Це відео було визнано кращим інді-кліпом 2018 року по підсумками конкурсу Jager Music Awards.
30 серпня випущений кліп на пісню «Поема про Батьківщину». Рядки композиції репер присвятив своїй малій батьківщині - місту Улан-Уде, столиці республіки Бурятія. Текст описує безнадійність життя земляків Дмитра і суворість його рідних місць. Кліп був знятий на просторах цієї сибірської республіки і в самому мікрорайоні Східний, де виріс автор. 11 вересня випущена перша пісня музиканта в жанрі панк-рок - «Людина в Інтернеті», після якої дотримувалися «Убити Репера» і «Животворящий флоу».
7 жовтня 2019 року, в день народження Володимира Путіна, була випущена нова версія треку «Сьоме жовтня» і відеокліпу до нього.
25 вересня 2020 року вийшов третій альбом «Хошхоног». Хошхоног - це традиційна бурятська страва, яку роблять з вареної прямої кишки барана або коня.

## Інциденти
11 вересня 2018 року Хаскі виклав в соціальній мережі Instagram відео, де видалив папку з записаним альбомом. Альбом планувався до виходу протягом року і носив назву «Євангеліє від собаки». За словами репера, альбом повинен був бути «концептуальної історією про Ісуса в Москві 10-х років». Єдиною піснею з альбому, що побачила світ, виявилася «Іуда», що вийшла раніше в квітні.
12 вересня 2018 року на сайті Mash з'являється термінова новина про те, що з вікна готелю Рітц-Карлтон Москва «звисає тіло в червоному спортивному костюмі». Пізніше з'ясовується, що все це проробили двоє людей - Хаскі і його друг Руслан Хартан. Вони обмотали Дмитра спорядженням і вивісили з вікна прямо на вулицю на цілу годину. Пізніше їх затримала поліція, але незабаром вони були відпущені.
15 вересня 2018 року в офіційному паблік Хаскі ВКонтакте з'явився запис: «Церемонія прощання з репером Хаскі відбудеться 16 вересня о 12:30 за адресою: Сибірський проїзд, д. 2С5, Великий зал ДК" Стимул "». 16 вересня Хаскі протягом всієї церемонії лежав у труні, паралельно велася трансляція. В кінці трансляції репер відкрив очі.
19 листопада 2018 року по вимозі державних органів було заблоковано для жителів Росії кліп на пісню «Іуда» без роз'яснення причин.

### Арешт в Краснодарі в 2018 році
22 листопада 2018 року Первомайським районним судом Краснодара був заарештований на 12 діб за статтею про дрібне хуліганство (ч. 2 ст. 20.1 КоАП) за те, що він, після скасування концерту, спробував перед слухачами прочитати реп з даху чужого автомобіля. Заборона концертів Хаскі був ініційований депутатом законодавчих зборів Ленінградської області Володимиром Петровим, який попросив Генпрокуратуру Росії заборонити в країні концерти реперів через негативного їх впливу на підростаюче покоління. «Агітатори суїцидів і наркоманії не повинні мати майданчиків для виступів. Сподіваюся, що цей вид "мистецтва" буде взятий під чуйний нагляд правоохоронців і компетентних осіб», - наводить слова Петрова «РІА Новини».
На захист репера і проти втручання держави в творчий процес виступили група Каста, журналіст Леонід Парфьонов, письменник Захар Прилепин, співак Лев Лещенко, репери Василь Вакуленко (Баста), Oxxxymiron, Noize MC і Schokk.
26 листопада 2018 року Хаскі був звільнений з під варти, а вирок скасований. Увечері того ж дня був проведений анонсований днем раніше спільний концерт «Я буду співати свою музику» трьох реперів: Оксімірона, Noize MC і Басти на користь Хаскі. Виручку від концерту планувалося передати Дмитру, який втратив можливість давати свої концерти в Росії. Хаскі подякував колегам і оголосив, що зібрані гроші будуть витрачені на допомогу правозахисним організаціям, таким як «Агора», «Відкрита Росія» і портал Медіазона, а також іншим музикантам, чиї концерти забороняють, зокрема групам «IC3PEAK» і «Френдзона».
У грудні 2018 року Радянський районний суд в Краснодарі виніс рішення про заборону до поширення на території РФ чотирьох кліпів репера: «Юда», «Поема про Батьківщину», «Куля-дура» і «Піромана 17».
1. ↑  Moghadam M. Genius — 2009.
2. ↑  Discogs — 2000.